# 三菱ガス化学
三菱ガス化学株式会社（みつびしガスかがく、英: Mitsubishi Gas Chemical Company, Inc.、登記上の商号: 三菱瓦斯化学株式会社）は、日本の化学メーカー。三菱グループの一員であり、三菱金曜会及び三菱広報委員会の会員企業である。読売株価指数の構成銘柄の一つ。

## 概要
日本海に天然ガスの自社鉱区を所有し、過酸化水素、キシレン誘導品、アンモニア誘導品、エンジニアリングプラスチックなどの化学品を生産しているほか、サウジアラビアやベネズエラなど海外で、メタノールを合弁方式によって生産している。また、鉄が錆びるときに酸素を吸収する原理を応用した脱酸素剤『エージレス®』を世界に先駆けて商品化したことで知られる。これは食品の鮮度保持などに広く用いられている。
エンジニアリングプラスチックでは、5大汎用エンプラのうち4種を自社開発技術で製造している。DVDやCD等の材料となるポリカーボネートでは世界トップシェア、自動車のギアやカムなどの材料となるポリアセタール、家電やOA機器の主要パーツとなるポリフェニレンエーテルなどである。
2015年3月期の連結売上の内訳は、メタノールやMMAなど天然ガス系化学品が約1,976億円、メタキシリレンジアミン誘導体など芳香族化学品が1,233億円、過酸化水素やポリカーボネートなど機能化学品が約1,660億円、プリント基板用材料や脱酸素剤『エージレス®』など特殊機能材が約582億円となっている。

## 沿革

### 旧・三菱江戸川化学
- 1918年（大正7年）- 三菱製紙の出資により江戸川バリウム工業所を設立。翌年江戸川工業所に、さらに1922年（大正11年）に合資会社江戸川工業所に改称。
- 1933年（昭和8年）- 東京工場の隣に東京メタノールを設立。4年後、同社を吸収して株式会社江戸川工業所と改称。
- 1943年（昭和18年）- 日本低温化学を吸収合併。
- 1949年（昭和24年）- 江戸川化学工業株式会社に改称。
- 1951年（昭和26年）- 本社研究所を開設し、浪速合成化工を吸収合併。
- 1962年（昭和37年）- 三菱江戸川化学株式会社に改称。
- 1969年（昭和44年）- 台湾に台豊印刷電路工業股有限公司を設立。

### 旧・日本瓦斯化学工業
- 1951年（昭和26年）- 日本瓦斯化学工業株式会社を設立。
- 1954年（昭和29年）- 新潟証券取引所（現在は消滅、1月）、東京証券取引所（2月）、大阪証券取引所（現在は市場統合、7月）に上場。
- 1957年（昭和32年）- 日本樹脂化学工業を設立し、4年後に再び吸収。
- 1959年（昭和34年）- 名古屋証券取引所（現在は上場廃止、8月）に上場。
- 1961年（昭和36年）- 水島石油化学工業を設立。
- 1970年（昭和45年）- 東洋紡績と合弁で水島アロマを設立し、韓国に三敬化成を設立。

### 合併後
- 1972年（昭和47年）- 三菱江戸川化学（当時は非上場）と日本瓦斯化学工業が対等合併し、三菱瓦斯化学株式会社に改称。
- 1979年（昭和54年）‐ 日本サウジアラビアメタノールを設立。
- 1985年（昭和60年）- デュポンとの合弁でエムジーシーデュポンを設立。
- 1986年（昭和61年）- 佐賀製造所を新設。
- 1991年（平成3年）- CIを制定し表記社名を三菱ガス化学株式会社に変更。ヱレクトロテクノを設立。
- 1994年（平成6年）‐ 三菱化成（三菱化学を経て、現・三菱ケミカル）との合弁で三菱エンジニアリングプラスチックスを設立。
- 1996年（平成8年）- 新潟工業所で稼動していた日本で最後のメタノール製造プラントを停止。
- 2000年（平成12年）- チッソとの合弁でシージーエスターを、日本パーオキサイドとの合弁で共同過酸化水素をそれぞれ設立。
- 2001年（平成13年）- 丸紅との合弁で水島パラキシレンを設立。
- 2002年（平成14年）- 三菱化学との合弁でダイヤティーエーを設立。
- 2004年（平成16年）- 大塚化学との合弁でエムジーシー大塚ケミカルを設立。
- 2005年（平成17年）- 住友金属鉱山との合弁でグラノプトを設立。
- 2007年（平成19年）- 新潟工場で爆発事故発生。
- 2009年（平成21年）- 大阪証券取引所、名古屋証券取引所上場廃止。
- 2015年（平成27年）- 東京証券取引所一部上場のJSPを子会社化。
- 2019年（令和元年）- 白河工場内に完全人工光型植物工場を竣工、野菜生産に参入。
- 2021年（令和3年）- J-オイルミルズからの株式取得によりJ-ケミカルを子会社化。

## 事業所
- 本社（東京都千代田区）
- 大阪支店（大阪市北区）
- 東京研究所（東京都葛飾区）
- 新潟研究所（新潟市北区）
- 平塚研究所（神奈川県平塚市）
- 新潟工場（新潟市北区）
- 水島工場（岡山県倉敷市）
- 四日市工場（三重県四日市市）

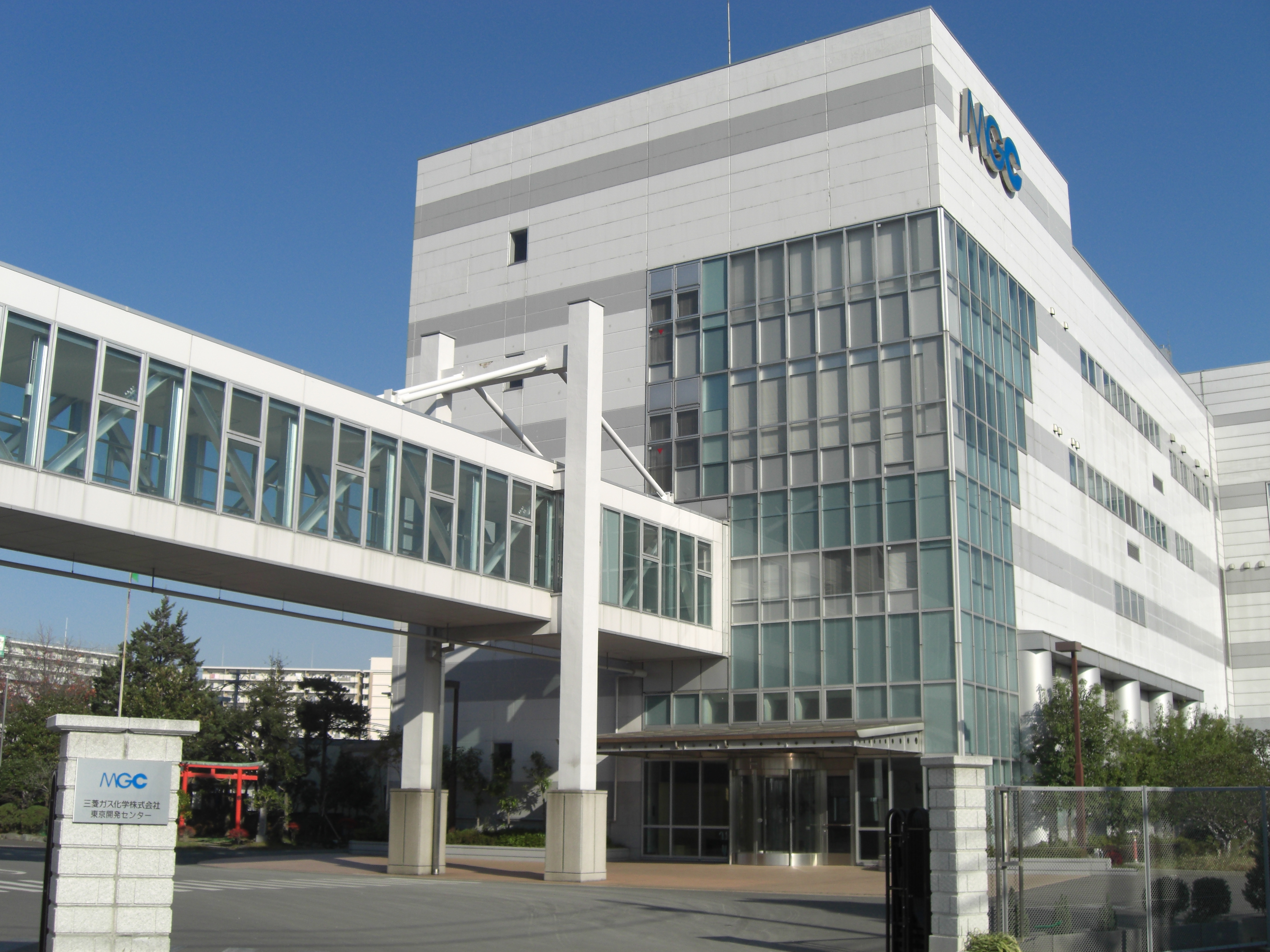
東京開発センター

- 浪速製造所（大阪市大正区） - 四日市工場の分工場
- 佐賀製造所（佐賀県佐賀市） - 四日市工場の分工場
- 山北工場（神奈川県山北町）
- 鹿島工場（茨城県神栖市）
- QOLイノベーションセンター白河（福島県白河市）

- アメリカ　MITSUBISHI GAS CHEMICAL AMERICA, INC.
- ドイツ MITSUBISHI GAS CHEMICAL EUROPE GMBH
- シンガポール　MITSUBISHI GAS CHEMlCAL SINGAPORE PTE. LTD.
- タイ王国　MGC TRADING （THAILAND） LTD.
- 中華人民共和国 三菱瓦斯化学商貿（上海）有限公司

## グループ企業
2015年3月末時点の子会社及び関連会社数は161社である。

### 連結子会社
- 永和化成工業
- MGCアドバンス
- MGCエネルギー
- MGCエレクトロテクノ
- MGCターミナル
- MGCフィルシート
- 共同過酸化水素
- JSP
- 東邦アーステック
- 東洋化学
- 三菱ガス化学ネクスト
- フドー
- ポリオールアジア
- 三菱ガス化学トレーディング
- MGCウッドケム
- 米沢ダイヤエレクトロニクス
- 菱和エンタープライズ

### 持分法適用関連会社
- エムジーシー大塚ケミカル
- グラノプト
- 国華産業
- シージーエスター
- 日本・サウジアラビアメタノール
- 日本トリニダードメタノール
- 三菱エンジニアリングプラスチックス
- 湯沢地熱
- 菱電化成

### その他
- 安比地熱
- MGCエージレス
- MGCファーミックス
- MGC保険サービス
- MGCロジスティクス山北
- MTオプティクス
- 大鹿ホルマリン
- 化学運輸
- カルティベクス
- グローバルポリアセタール
- 新酵素化学
- ダイヤアクアソリューションズ
- 日新カラリング
- 日本ホルマリン工業
- 八幡平グリーンエナジー
- 水島可塑剤
- 水島パラキシレン
- 名阪真空工業
- 山田化成
- 菱江ロジスティクス
- 菱東運輸倉庫
- 菱有工業